# 궁륭
궁륭(穹窿, 프랑스어: voûte, 이탈리아어: volta, 영어: vault)은 홍예로 인해 천장 또는 지붕이 형성된 것을 가리키는 건축 용어이다.

다양한 궁륭
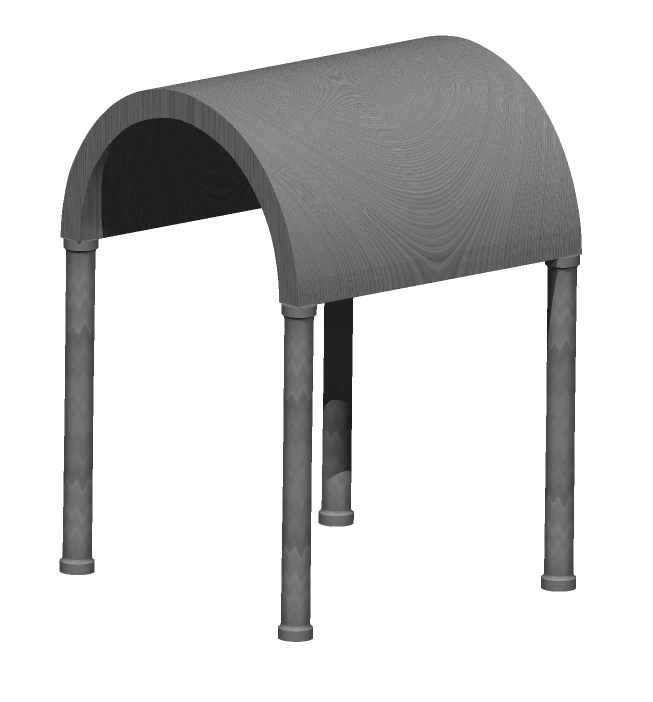
원통형 궁륭
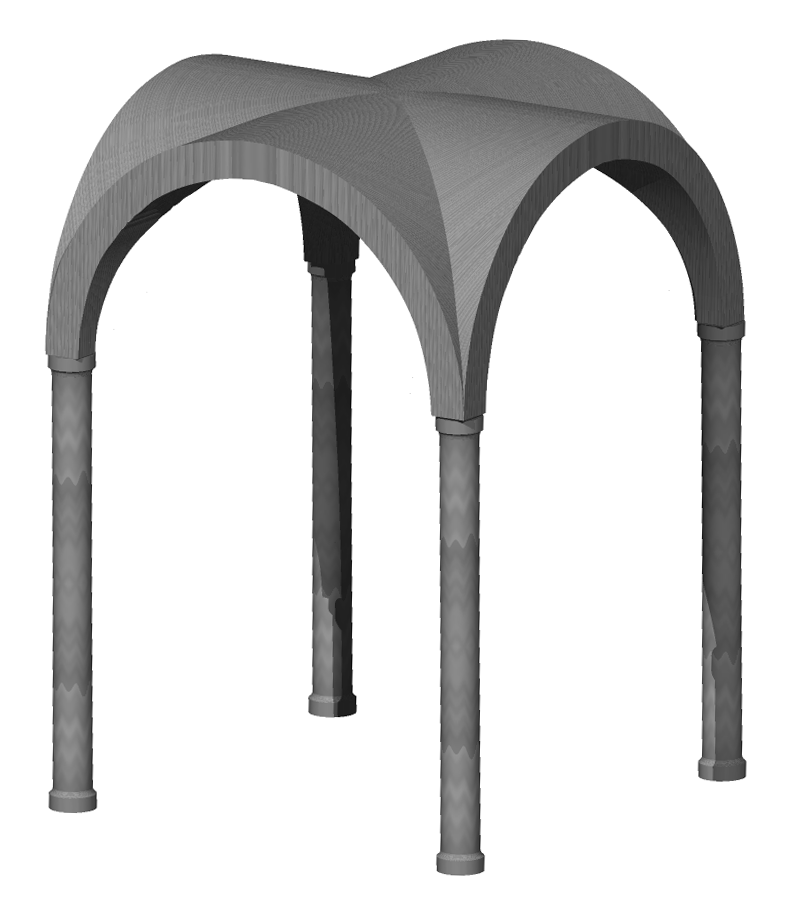
교차 궁륭
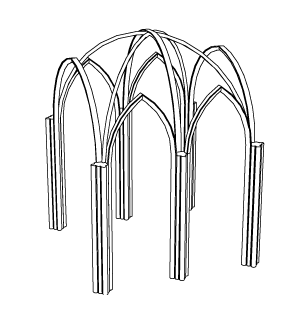
늑재 궁륭
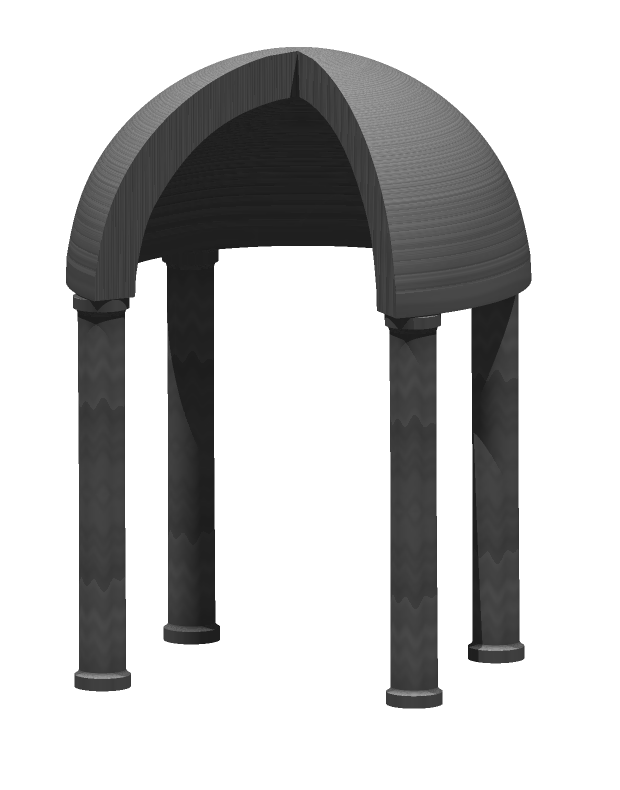
돔